# دار الرميش (القفر)

تعديل مصدري - تعديل

دار الرميش هي إحدى قرى عزلة بني مسلم بمديرية القفر التابعة لمحافظة إب، بلغ تعداد سكانها 245 نسمة حسب تعداد اليمن لعام 2004.